# Stâlp (construcție)

Termenii tehnici ai scheletului unui perete de paiantă: 1 stâlp de colț, 2 contrafișă, 3 grindă superioară, 4 stâlp, 5 colțar superior de lemn, 6 contrafișă superioară, 7 contrafișă, 8 căprior, 9 traversă, 10 buiandrug, 11 legătură-pervaz, 12 Crucea Sf. Andrei, 13 prag, 14 colțar inferior de lemn, 15 contrafișă inferioară, 16 traversă de prag

În construcții, termenii stâlp, suport, stativ, pilon sau coloană, se referă la o grindă verticală care este folosită pentru a susține un element masiv de construcție și de a prelua sarcini. Are lungimea mare în raport cu dimensiunile secțiunii transversale. 

## Descriere
Un stâlp se sprijină, de obicei, pe un prag, o talpă sau fundație.
Stâlpii au fost și sunt folosiți ca o componentă portantă esențială în aproape toate metodele de construcție din lemn, cum ar fi în construcția tradițională a etajelor și în construcția modernă a structurilor din lemn. Pentru a stabiliza construcția, suporții (stâlpii) sunt consolidați cu traverse și contrafișe. În construcția cu rame din lemn, golurile (compartimentele) sunt umplute în mod tradițional.

Elemente ale structurii de paiantă
Legendă:
acoperiș – Dach
contrafișă ap – Kopfband
travesă superioară – Halsriegel
contrafișă – Strebe
contrafișă picior – Fußband
spațiu de umplut – Füllgefach
cap de grindă – Balkenkopf
contrafișă – Knagge
grindă superioară – Rahmholz/Rähm
compartiment – Gefach
proptea – Schwertung
traversă de pervaz – Brustriegel
stâlp – Ständer
prag – Schwelle
soclu de piatră/fundament – Steinsockel/Fundament

Spre deosebire de montant, un pilon este, introdus în pământ la fel ca un țăruș sau plasat într-o groapă de stâlpi, de exemplu în sistemul de construcții cu piloni. Suporții scurți sunt numiți și pari sau țăruși.